# Salzberg (Gospenroda)
Der teilweise bewaldete Salzberg hat eine Gipfelhöhe von 309,6 m ü. NN und zählt zum Frauenseer Forst. Er befindet sich nahe der Ortslage von Gospenroda, einem Stadtteil von Werra-Suhl-Tal im Wartburgkreis in Thüringen.
Der am Südrand der Horschlitter Mulde aufragende Berg wird landwirtschaftlich genutzt. An seinem Hang verläuft seit alters eine Straße zum Nachbarort Frauensee und nach Dorndorf.